# Картофель по-бедняцки

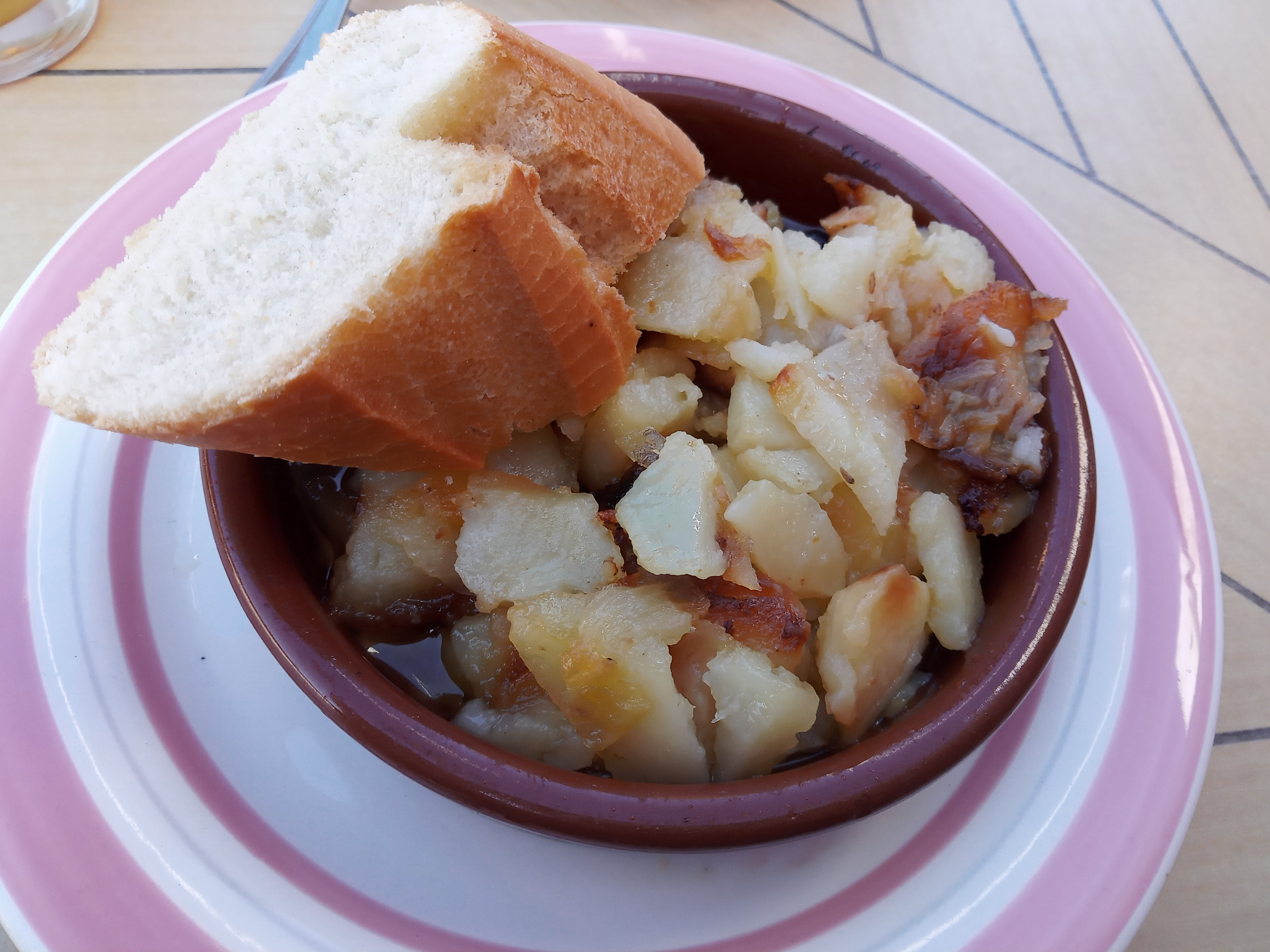
Картофель по-бедняцки, сервированный как тапас в альмерийском баре

Картофель по-бедняцки (картофель бедняка, пата́тас а ло по́бре, исп. patatas a lo pobre) — типичное для юга Испании блюдо из картофеля со стручковым перцем, репчатым луком и чесноком. Картофель по-бедняцки выступает закуской и основным блюдом, как самостоятельным, так и с жареным яйцом или нутом либо мясом или рыбой.
Правильно приготовленный картофель по-бедняцки — полутушёный-полужареный. Сначала на среднем огне бланшируют в оливковом масле нарезанные жюльеном перец и лук, затем добавляют в сковороду нарезанный кружочками картофель. После того, как картофель станет мягким, огонь увеличивают для образования корочки. Готовый картофель откидывают на дуршлаг, чтобы дать стечь маслу. Картофель по-бедняцки сервируют горячим, перед подачей посыпают рубленой петрушкой.